# Подервянский, Сергей Павлович
Сергей Павлович Подервянский ( укр. Сергій Павлович Подерв’янський; 15 июля 1916, Киев — 9 февраля 2006 Киев) — народный художник Украины (1992), Заслуженный деятель искусств Украинской ССР (1980), профессор. Член Союза художников СССР.

## Биография
Дипломная работа в ВАХ была по теме «Н. Г. Чернышевский в 1862 г. в Петропавловской крепости», оценка — отлично.
В начале 1930-х создавал плакаты, в том числе киноплакаты для «Украинфильма».

## Избранные работы

### Картины
- «Покинутая» (1961 г.);
- «Портрет М. О. Шалимовой» (1962 г.);
- «За живой стеной» (1967 г.);
- «После оккупации» (Портрет матери) (1980 г.);
- «Добровільно. /язик/» (1977 г.).

Работы хранятся в музеях Украины (НХМУ, Запорожском ХМ, Музее истории Киева) и России, в частных собраниях, в том числе зарубежных.

### Иллюстрации к произведениям
- Э. Войнич «Овод» (1967 г.);
- Р. Джованьоли «Спартак» (1966 г.);
- А. Герцена «Кто виноват» (1958 г.);
- В. Короленко «Дети подземелья» (1964 г.).

## Выставки
- Персональная выставка в Киеве (1973);
- Персональная выставка в Киеве (2006).

## Семья
Жена — искусствовед Лада Миляева, сын — художник и писатель Лесь Подервянский.